# MOK
MOK (англ. MOK protein kinase) – білок, який кодується однойменним геном, розташованим у людей на короткому плечі 14-ї хромосоми. Довжина поліпептидного ланцюга білка становить 419 амінокислот, а молекулярна маса — 48 014.
| 10         |  | 20         |  | 30         |  | 40         |  | 50         |
| ---------- |  | ---------- |  | ---------- |  | ---------- |  | ---------- |
| MKNYKAIGKI |  | GEGTFSEVMK |  | MQSLRDGNYY |  | ACKQMKQRFE |  | SIEQVNNLRE |
| IQALRRLNPH |  | PNILMLHEVV |  | FDRKSGSLAL |  | ICELMDMNIY |  | ELIRGRRYPL |
| SEKKIMHYMY |  | QLCKSLDHIH |  | RNGIFHRDVK |  | PENILIKQDV |  | LKLGDFGSCR |
| SVYSKQPYTE |  | YISTRWYRAP |  | ECLLTDGFYT |  | YKMDLWSAGC |  | VFYEIASLQP |
| LFPGVNELDQ |  | ISKIHDVIGT |  | PAQKILTKFK |  | QSRAMNFDFP |  | FKKGSGIPLL |
| TTNLSPQCLS |  | LLHAMVAYDP |  | DERIAAHQAL |  | QHPYFQEQRK |  | TEKRALGSHR |
| KAGFPEHPVA |  | PEPLSNSCQI |  | SKEGRKQKQS |  | LKQEEDRPKR |  | RGPAYVMELP |
| KLKLSGVVRL |  | SSYSSPTLQS |  | VLGSGTNGRV |  | PVLRPLKCIP |  | ASKKTDPQKD |
| LKPAPQQCRL |  | PTIVRKGGR  |  |            |  |            |  |            |

A: Аланін

C: Цистеїн

D: Аспарагінова кислота

E: Глутамінова кислота

F: Фенілаланін

G: Гліцин

H: Гістидин

I: Ізолейцин

K: Лізин

L: Лейцин

M: Метіонін

N: Аспарагін

P: Пролін

Q: Глутамін

R: Аргінін

S: Серин

T: Треонін

V: Валін

W: Триптофан

Кодований геном білок за функціями належить до трансфераз, кіназ, серин/треонінових протеїнкіназ, фосфопротеїнів. 
Задіяний у такому біологічному процесі, як альтернативний сплайсинг. 
Білок має сайт для зв'язування з АТФ, нуклеотидами, іонами металів, іоном магнію. 
Локалізований у цитоплазмі, ядрі, клітинних відростках.